# 河僊省

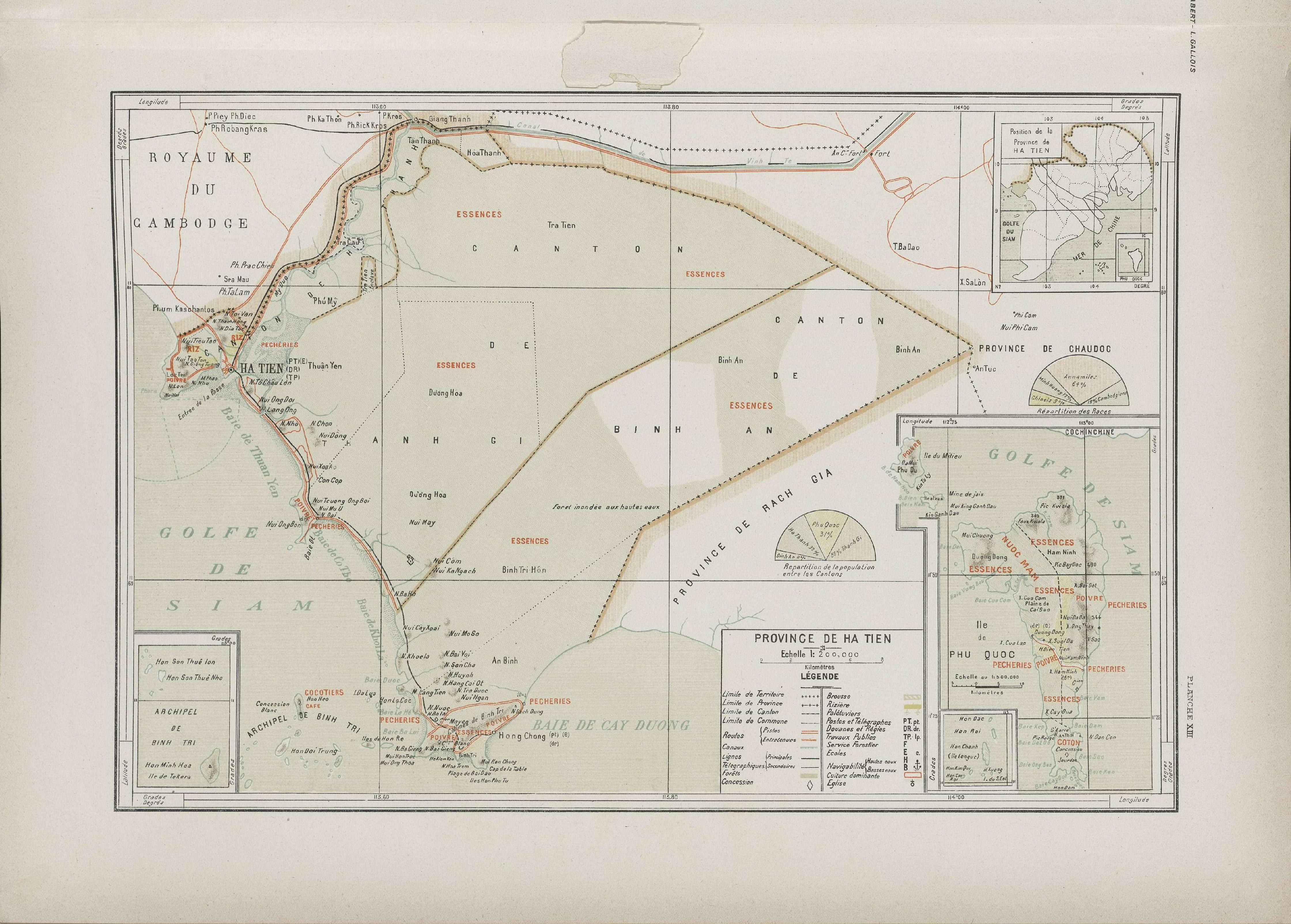
法属印度支那时期的河僊省地图

河僊省（越南语：／）是越南南部的一個已不存在的省，於1832年設立。其前身是河僊鎮。
河僊省之地原為柬埔寨邊班迭密省。17世紀末，明鄉人鄚玖被柬埔寨國王派往此地進行開發，儼然成為一個獨立政權。後在暹羅與廣南阮主爭奪印度支那霸權的時候內附阮主，被封為河僊鎮總兵。在西山-阮主戰爭中，鄚氏支持阮主。
1809年鄚子添去世後，阮朝委派官員直接統治河僊鎮。1832年（明命十三年），改河僊鎮為河僊省，廢除鎮守、協鎮，改設巡撫、按察使等職務。在法國發動的南圻遠征中，越南戰敗，根據1862年《西貢條約》和1874年《第二次西貢條約》，先後將嘉定、邊和、定祥、永隆、安江、河僊六個省割讓給法國，這六個省統稱南圻六省。法國以其地設置交趾支那殖民地。
1956年，河僊省與富國島一起併入堅江省。